# Erik (robot)

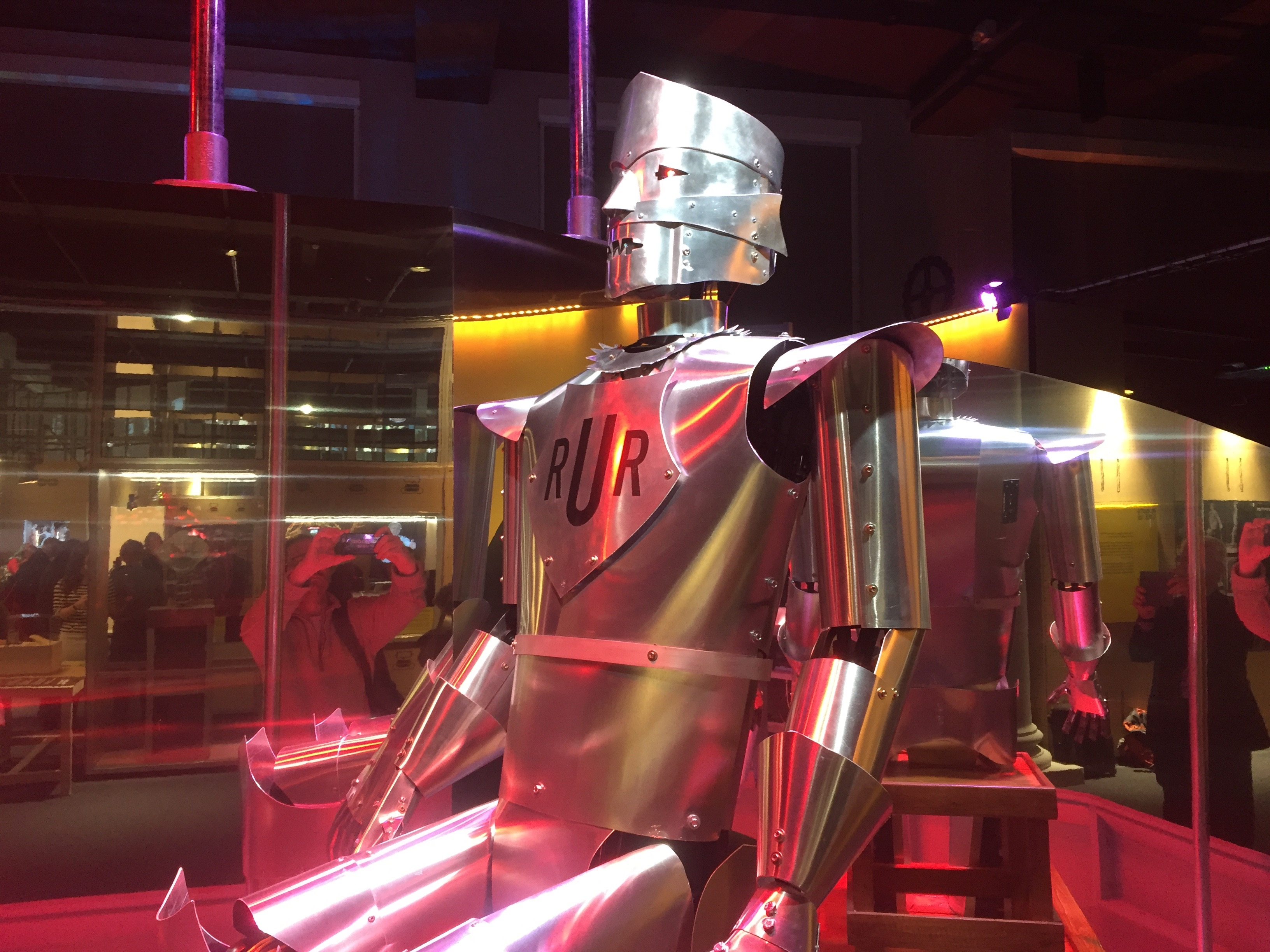
Erik 2017-ben újra lett építve

Erik volt az első brit robot, amelyet 1928-ban az első világháborús veterán, William Richards kapitány és Alan Reffell repülőgépmérnök épített. 

## Története
Azért készült, hogy 1928-ban megnyissa a Modellmérnökök Társaságának kiállítását a londoni Királyi Kertészeti Hallban. Miután VI. György (akkoriban York hercege) lemondta a kiállítást, az emiatt elkeseredett Richards, a kiállítás titkára felajánlotta, hogy „bádogembert csinál", hogy az átvegye a herceg helyét. Az esemény megnyitóján Erik felállt, meghajolt, és négyperces megnyitóbeszédet mondott.
A robotot két ember működtette, Erik hangját pedig élőben sugárzott rádiójelen keresztül továbbították. Richards azt állította, hogy a Marconi Company engedélyével dolgozik. Bár Erik tudott ülni és állni, a lábait nem tudta mozgatni és nem tudott járni. Mellkasán a „RUR” betűk szerepeltek, ami Karel Čapek 1920-as, azonos című drámájában a robotgyártóra utal.
Első megjelenése után Eriket amerikai turnéra vitték, ahol 1929-ben New Yorkban „Erik, a robot, a lélek nélküli ember" néven mutatkozott be a közönség előtt. A New York Press „tökéletes férfinak" nevezte. Egy idő után Erik eltűnt. Miután a Tudományos Múzeum kurátora, Ben Russell megvizsgálta Erik történetét, arra a következtetésre jutott, hogy „senki sem tudja pontosan, mi történt vele, felrobbantották-e, vagy darabokra szedték-e pótalkatrészekért".

## Utóélete
2016-ban a London Science Múzeum egy Kickstarter kampányon keresztül gyűjtött pénzt Erik újjáépítésére, archív anyagokból, köztük az Illustrated London News fényképeit felhasználva. Erik bekerült a múzeum állandó gyűjteményébe, és egy 2017-es robotkiállítás részeként jelent meg.

## George

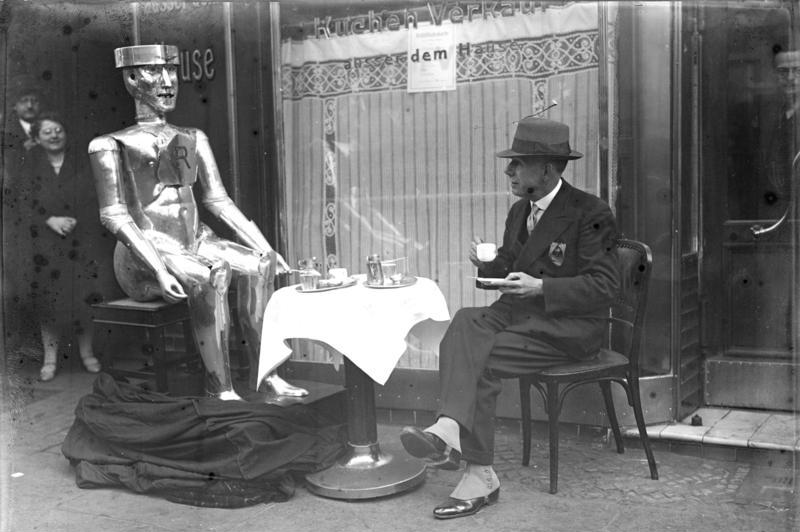
George, Erik későbbi modellje, aki feltalálójával, William Richardsszal reggelizik Berlinben 1930-ban

Az 1930-as években William Richards épített egy hasonló, "George" nevű robotot, amely bejárta a világot, beleértve Németországot és Ausztráliát is. George franciául, németül, hindusztániul, kínaiul és dánul tudott beszédet tartani. Csaknem 2000 fontba került az építése, szemben Erik 140 fontjával. A The Age újság „a művelt úriembernek, durván faragott esetlen testvére mellett" írta le.

## Fordítás
Ez a szócikk részben vagy egészben  az   Eric (robot) című angol Wikipédia-szócikk ezen változatának fordításán alapul.  Az eredeti cikk szerkesztőit annak laptörténete sorolja fel. Ez a jelzés csupán a megfogalmazás eredetét és a szerzői jogokat jelzi, nem szolgál a cikkben szereplő információk forrásmegjelöléseként.